# Maria Izabel (cantora)
Maria Izabel (Sorriso, Mato Grosso, 17 de fevereiro de 1993) é uma cantora e compositora brasileira. Inspirada em duplas sertanejas como Zezé Di Camargo & Luciano, Leandro & Leonardo, entre outros, ela começou a carreira musical em sua cidade natal, Sorriso. Lançou em 2011, o seu primeiro CD de forma independente, intitulado Ausência, apresentando-se no festival sertanejo "Caldas Country". Pela gravadora B-Pop, lançou em 2013 o CD Aposto Tudo, produzido pelo compositor e produtor Marco Aurélio, com canções de sua autoria e de Ivan Miyazato, este considerado o maior produtor musical do Brasil.
Seu novo trabalho inclui a música "Bj Bj Bj", lançado em 2014, que no videoclipe contou com participação da dupla Pedro Henrique & Fernando.